# Невмержицкий, Дмитрий Владимирович
Дмитрий Владимирович Невмержицкий (род. 27 февраля 1975 года, Хабаровск) — российский спортсмен, стрелок из лука. Участник XXVIII летних Олимпийских игр (2004). Бронзовый призер чемпионата мира среди студентов (1998). 
Чемпион России (1998), трехкратный серебряный (2001, 2002, 2004) и бронзовый (2004) призер чемпионата России. 
Мастер спорта России международного класса.

## Спортивная карьера

### Олимпийские игры 2004 года
Дмитрий Невмержицкий представлял Россию в соревнованиях по стрельбе из лука на Летних Олимпийских играх 2004 года, проходивших в Афинах. Он принял участие в индивидуальном зачете среди мужчин.
В квалификационном раунде Дмитрий набрал 639 очков, что позволило ему занять 44-е место из 64 участников. Этот результат определил его соперником в первом раунде на выбывание Михаэля Франкенберга из Германии, который завершил квалификацию с 657 очками и занял 21-е место. В первом раунде на выбывание Невмержицкий набрал 135 очков, а его соперник Франкенберг — 140 очков. Победа позволила Франкенбергу выйти во второй раунд, тогда как Невмержицкий выбыл из соревнований. Дмитрий Невмержицкий занял 52-е место в общем зачете среди 64 участников соревнований.